# 后湖 (湖北)
后湖是一个位于中国湖北省武汉市黄陂县的湖泊，面积约为9.8平方千米。